# Porte fortifiée de Rillé
La porte fortifiée de Rillé est le seul vestige important de la fortification médiévale de la commune de Rillé, dans le département français d'Indre-et-Loire.
Enjambant l'une des routes qui sort du bourg au nord, construite au XIIIe siècle, elle est inscrite comme monument historique en 1935.

## Localisation
La porte se situe au nord du bourg de Rillé ; elle est traversée par l'ancienne route menant à Channay-sur-Lathan et, au-delà, à Château-la-Vallière.

## Histoire
Au début du second millénaire, Rillé est une place forte des ducs d'Anjou. Le château et le bourg sont protégés par des murailles dont le tracé, mal connu, évolue sans doute au fil des siècles.
Les fortifications sont progressivement démantelées, à l'exception de la porte septentrionale, intégralement conservée, et d'arrachements de la porte méridionale, inclus dans le mur d'une maison moderne.

## Description
La porte se compose d'un massif en maçonnerie et de deux murs en retour d'angle vers l'intérieur de la ville. La porte, percée dans le massif principal, est voûtée en tiers-point et conserve l'emplacement d'une herse. L'ensemble est réalisé en blocage de moellons de calcaire lacustre et de meulière.

## Pour en savoir plus